# Кавада Далајди (Бреша)
Кавада Далајди је насеље у Италији у округу Бреша, региону Ломбардија.
Према процени из 2011. у насељу је живело 43 становника. Насеље се налази на надморској висини од 895 м.